# Koppelteken in samenstellingen
Een samenstelling is opgebouwd (letterlijk “samengesteld”) uit twee woorden die tezamen een nieuw woord met een nieuwe betekenis vormen:
- gijzelingsdrama
- periodeoverzicht
- militaryruiter

Doorgaans (maar lang niet altijd) gaat het om twee zelfstandige naamwoorden, samengevoegd tot een. Zo'n samengesteld woord kan ook zelf weer als onderdeel van een nieuwe samenstelling dienen:
- milieuminister — milieuministersconferentie.

## Hoofdregel
Samenstellingen schrijven we aaneen (ook als ze met een eigennaam beginnen). Alleen waar dat nodig is, wordt een koppelteken gebruikt. Die gevallen worden hieronder besproken.

## Uitzonderingen

### Gelijkwaardige elementen
Allereerst betreft dit de zogenaamde "gelijkwaardige elementen". Het gaat hier om woorden waarvan in de samenstelling juist hun zelfstandigheid beklemtoond wordt. Ze gaan hierdoor niet in overwegende mate op in een enkel woord en evenmin is er een duidelijk hoofdwoord te onderscheiden dat door het andere woord gekwalificeerd wordt. Dit blijkt uit het feit dat de volgorde in principe veranderd had kunnen worden, zonder dat die verwisseling een betekenisverandering zou hebben veroorzaakt.
Het gaat soms om zelfstandige naamwoorden zoals:
- café-restaurant
- schutter-lader

Maar het kan ook om bijvoeglijke naamwoorden gaan:
- blauw-geel
- cultureel-maatschappelijk

Per geval moet bekeken worden wat de mate van zelfstandigheid is. Zo kan een vlag geel-groen zijn indien hij een gele en groene baan toont, maar is een tint geelgroen: een groen dat naar het geel neigt.
Een speciaal geval vormen samengestelde bijvoeglijke naamwoorden met een religieuze, levensbeschouwelijke of maatschappelijke strekking: die worden zelfs als ze in volgorde niet omwisselbaar zijn toch gescheiden door een koppelteken indien het eerste deel verwijst naar een plaats of een bevolkingsgroep. Voorbeelden zijn:
- Grieks-orthodox
- rooms-katholiek

### Klinkerbotsing
Als door de samenstelling klinkerbotsing ontstaat, wordt dit ook voorkomen door een koppelteken in te voegen. Bij een klinkerbotsing volgen twee klinkers op elkaar die samen als een klank kunnen worden uitgesproken, terwijl ze in de uitspraak van dit woord los worden uitgesproken. Er komt dus een koppelteken in de samenstelling als:
- het linkerdeel eindigt op een a en het rechterdeel begint met een a, e, i of u
- het linkerdeel eindigt op een e en het rechterdeel begint met een i, u of e
- het linkerdeel eindigt op een o en het rechterdeel begint met een e, i, o, u, i of u.

in woordgroepen · in samenstellingen · in samenkoppelingen · in afleidingen